# Чемпіонат України з футзалу 2016—2017
Чемпіонат України з футзалу 2016 — 2017 розпочався 20 серпня 2016 року, регулярний чемпіонат закінчився 18 березня 2017 року. В турнірі брало участь 10 команд. 
Чемпіоном регулярної частини чемпіонату став київський «Хіт», який в плей-оф поступився харківському «Локомотиву» в „бронзовій“ серії матчів. Золотими призерами сезону стала команда «Продексім» з міста Херсон.
Найкращим бомбардиром за підсумками регулярного чемпіонату став Олександр Педяш з команди «Сокіл» (Хмельницький) — 20 голів, а за підсумками плей-оф Михайло Грицина з львівської «Енергії» — 22 голи в чемпіонаті.

## Учасники
- Енергія (Львів)
- Кардинал (Рівне)
- Локомотив (Харків)
- ЛТК-ІнБев-НПУ (Луганськ, Київ, Житомир)
- Продексім (Херсон)
- Сокіл (Хмельницький)
- Титан-Зоря (Покровське)
- Ураган (Івано-Франківськ)
- Хіт (Київ)
- Юні-Ламан (Чорноморськ)

## Підсумкова турнірна таблиця регулярного чемпіонату
| М  | Команда       | І  | В  | Н | П  | РМ    | О  |
| -- | ------------- | -- | -- | - | -- | ----- | -- |
| 1  | Хіт           | 18 | 14 | 4 | 0  | 62−23 | 46 |
| 2  | Продексім     | 18 | 9  | 5 | 4  | 47−34 | 32 |
| 3  | Локомотив     | 18 | 9  | 4 | 5  | 54−35 | 31 |
| 4  | Енергія       | 18 | 10 | 1 | 7  | 57−47 | 31 |
| 5  | Титан-Зоря    | 18 | 9  | 3 | 6  | 49−41 | 30 |
| 6  | Ураган        | 18 | 9  | 2 | 7  | 45−34 | 29 |
| 7  | Сокіл         | 18 | 9  | 1 | 8  | 54−52 | 28 |
| 8  | Кардинал      | 18 | 4  | 2 | 12 | 42−56 | 14 |
| 9  | ЛТК-ІнБев-НПУ | 18 | 3  | 3 | 12 | 34−65 | 12 |
| 10 | Юні-Ламан     | 18 | 0  | 3 | 15 | 38−95 | 3  |

## Плей-оф

### Чвертьфінали
Матчі пройшли 25 березня, 1-2 квітня 2017 року
- «Сокіл» - «Продексім» - 3:2, 3:3 (6:7 по пенальті), 1:3
- «Титан-Зоря» - «Енергія» - 0:2, 1:3
- «Кардинал» - «ХІТ» - 3:4, 7:4, 1:3
- «Ураган» - «Локомотив» - 3:7, 1:2

### Півфінали
Матчі пройшли 29-30 квітня, 6-7 травня 2017 року
- «Продексім» - «Локомотив» - 2:2 (6:5 по пенальті), 0:6, 0:2, 2:1, 2:1
- «ХІТ» - «Енергія» - 5:4, 1:3, 1:2, 2:5

### Серія за 3-е місце
Матчі пройшли 20-21, 27 травня 2017 року
- «ХІТ» - «Локомотив» - 3:3 (5:4 в овертаймі), 0:4, 3:4, 0:5 (технічна поразка)

### Фінал
Матчі пройшли 20-21, 28-29 травня 2017 року
- «Продексім» - «Енергія» - 1:3, 3:2, 1:0, 2:1